# Чечера (приток Машока)
Чечера — река в Ульяновском районе Калужской области и Болховском районе Орловской области. Исток реки пруд за северной окраиной села Кирейково Калужской области, течёт на юг, впадает в 37 км по левому берегу реки Машок, в 0,5 км северо-западее деревни Хутор Орловской области. Длина реки составляет 14 км.

## Данные водного реестра
По данным государственного водного реестра России относится к Окскому бассейновому округу, водохозяйственный участок реки — Ока от города Орёл до города Белёв, речной подбассейн реки — бассейны притоков Оки до впадения Мокши. Речной бассейн реки — Ока.
Код объекта в государственном водном реестре — 09010100212110000018674.